# Forques
|  | Per a altres significats, vegeu «forca». |

Forques (['fuɾkəs], estàndard ['foɾkəs], en francès Fourques) és un poble i comuna de la comarca del Rosselló, a la Catalunya del Nord. La dita diu de Forques que és el país de les bruixes.

## Etimologia
Joan Coromines explica l'origen del topònim Forques a partir d'una forma (acusatiu plural, per ser exactes) del mot llatí vulgar fŭrca (forca pagesa), que per analogia de pal clavat a terra va passar a designar les forques de penjar-hi els condemnats i per analogia de forma, les cruïlles, o entreforcs, dels camins.

## Geografia

Situació de la comuna de Forques en el Rosselló

### Localització i característiques generals del terme
Forques és una comuna de 93.900 hectàrees d'extensió situada plenament dins dels Aspres (el lema municipal és Un poble al cor dels Aspres), a la vall alta del Reart, en el tram de vall on s'anomena la Galcerana o Ribera de Reixac. És un terme bastant pla, de manera que s'hi nota la proximitat de la Plana del Rosselló de la qual és continuïtat natural. El terme té un sector muntanyós, bàsicament la meitat sud-oest del terme, i una zona més plana, formada per la meitat nord-est, on enllaça amb la plana rossellonesa.
El punt més elevat del terme comunal és el seu angle sud-oest, al límit amb Montoriol i Torderes, que assoleix els 180,4 m alt, en una zona força plana, però on els terrenys agrícoles fan una esquena d'ase entre dos còrrecs. Des d'aquest lloc arrenca cap al nord el termenal oest de la comuna, limítrof amb Montoriol, que no segueix cap límit geogràfic natural més que 125 metres del Riu Mateu, aigua amunt, fins que arriba a l'extrem nord-oest del terme, on hi ha el límit de les comunes de Forques, Montoriol i Terrats, situat a 175 m alt. El límit nord arrenca d'aquest lloc cap a l'est, seguint sobretot camins rurals, fins que torna a trobar el Còrrec d'en Batlló, que segueix cap al nord-est, però amb moltes inflexions a causa de la sinuositat d'aquest còrrec, fins a un dels dos extrems nord de la comuna (hi fa una mena de doble banya), retrocedeix cap al sud-est, torna cap al nord-oest fins a l'extrem nord, que és a 116,8 m alt, i tot seguit s'adreça cap al sud-est, però incloent-hi un angle recte cap al nord-est i altre cop sud-est, seguint límits de propietats agrícoles, de vegades marcats per camins rurals, fins que arriba al punt de trobada dels termes de Forques, Terrats i Trullars, des d'on continua cap al sud-est, sempre entre camps i seguint trams de camins rurals, fins al lloc on es troben els termes de Forques, Trullars i Paçà, a 97 m alt, en el punt més baix del terme, on hi ha el Molí d'en Xandri, a ran del Reart.
Des d'aquest lloc, el termenal segueix cap al sud una línia arbitrària, que torna a formar un angle recte, però majoritàriament cap al sud-oest, fins que arriba al Còrrec de Bell Aucell; segueix aquest curs d'aigua, salta cap a ponent pel mig d'uns camps fins al Còrrec de les Tàpies, segueix aquest còrrec fins al capdamunt, on gira cap a l'oest pel mig de camps i propietats rurals, fins que arriba al Còrrec de la Font de Campell, d'on salta, també de forma arbitrària fins al Còrrec del Mas del Rei, i salta altre cop de forma arbitrària fins al límit dels termes de Forques, Paçà i Torderes. Després, torna a traçar una línia trencada sense seguir límits naturals, i arriba a l'extrem sud de la comuna, on ha començat aquesta descripció.
Termes municipals limítrofs:
|           | Terrats  | Trullars |
| Montoriol |          | Paçà     |
|           | Torderes |          |

### El poble de Forques

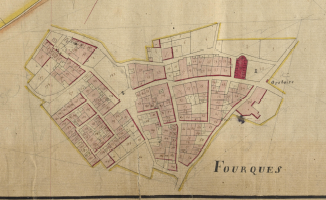
Forques en el Cadastre napoleònic del 1812 (Arxius Departamentals dels Pirineus Orientals)

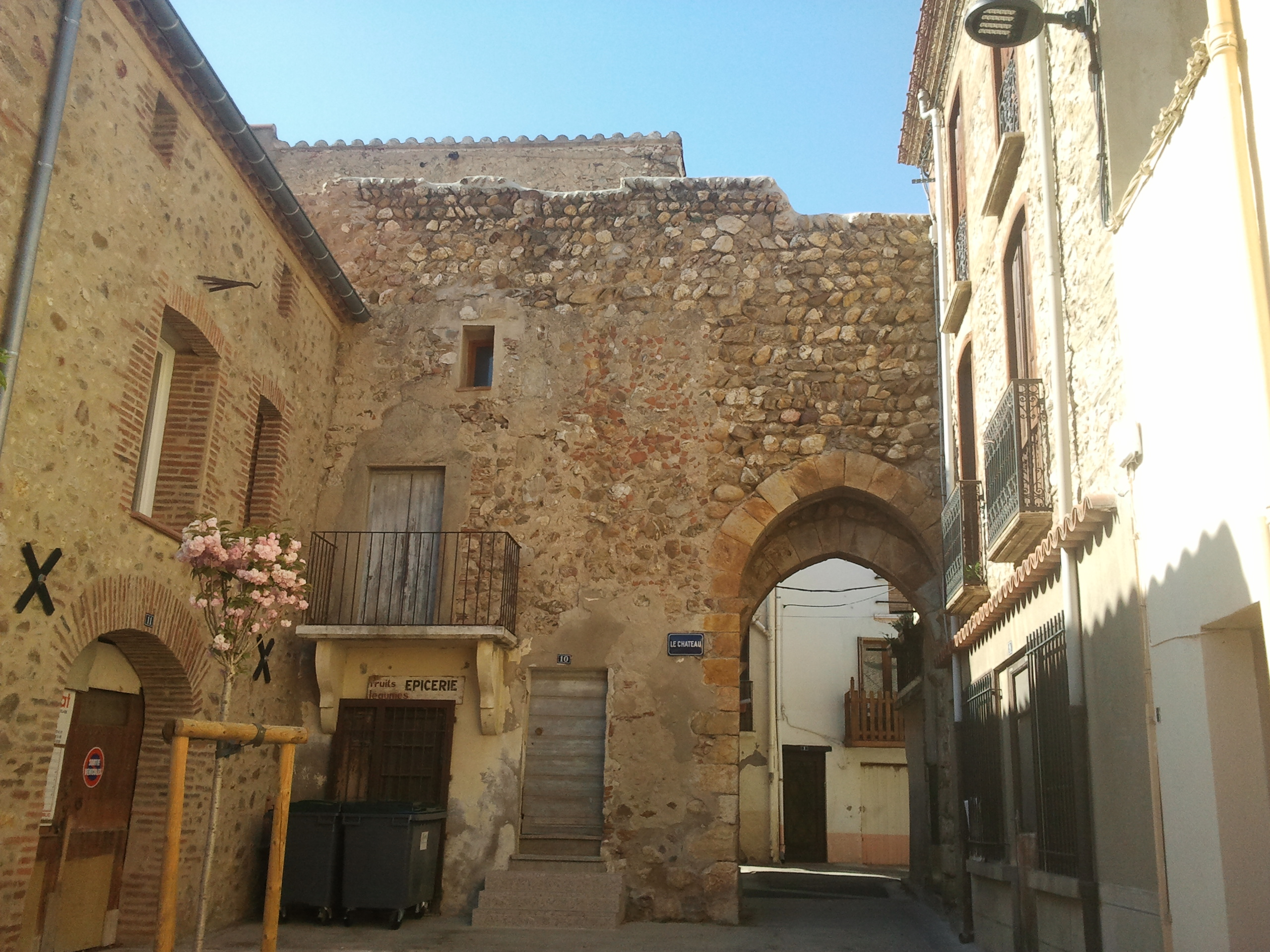
Porta del recinte fortificat de Forques

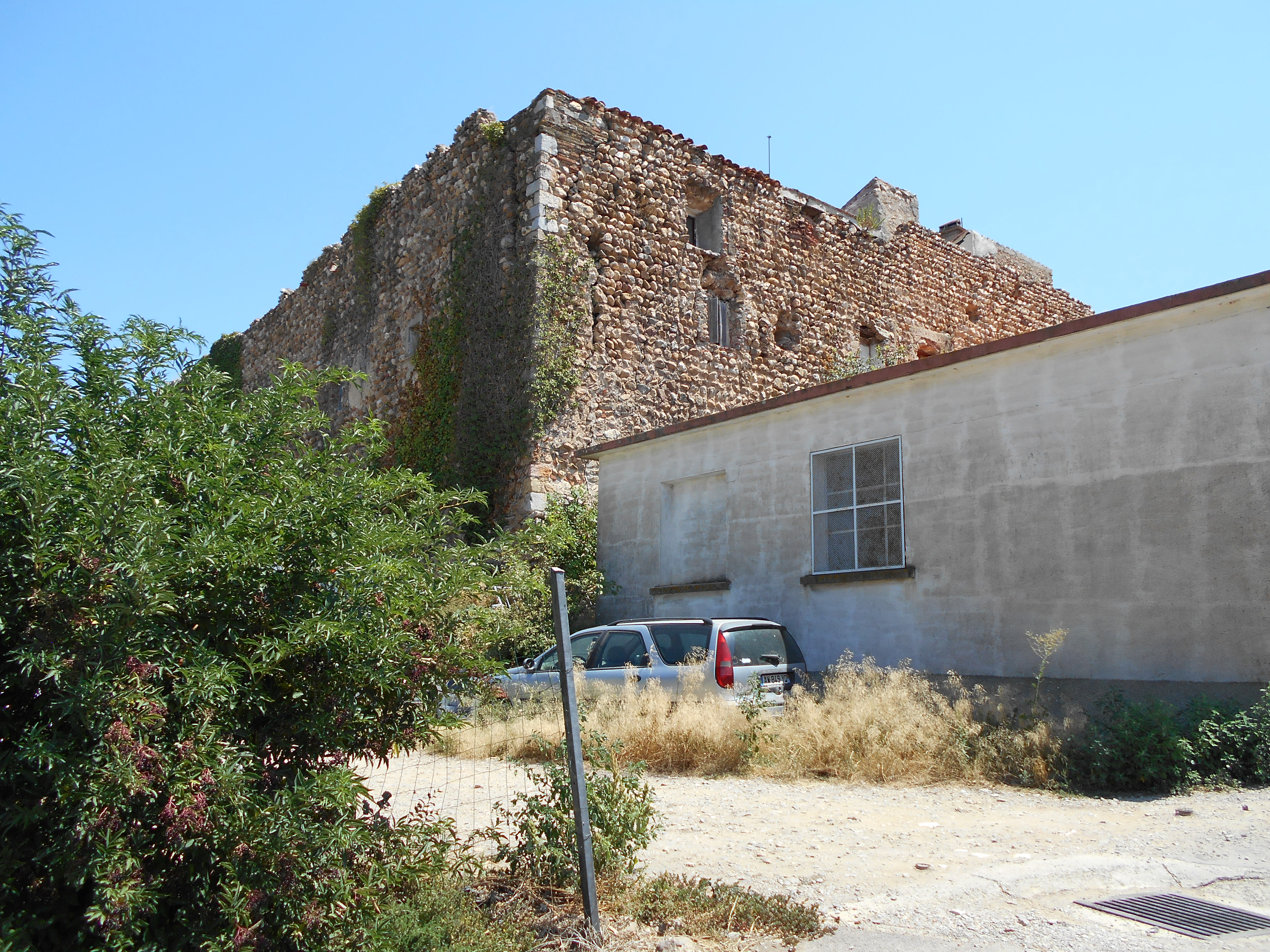
Muralles del Castell, angle nord-oest

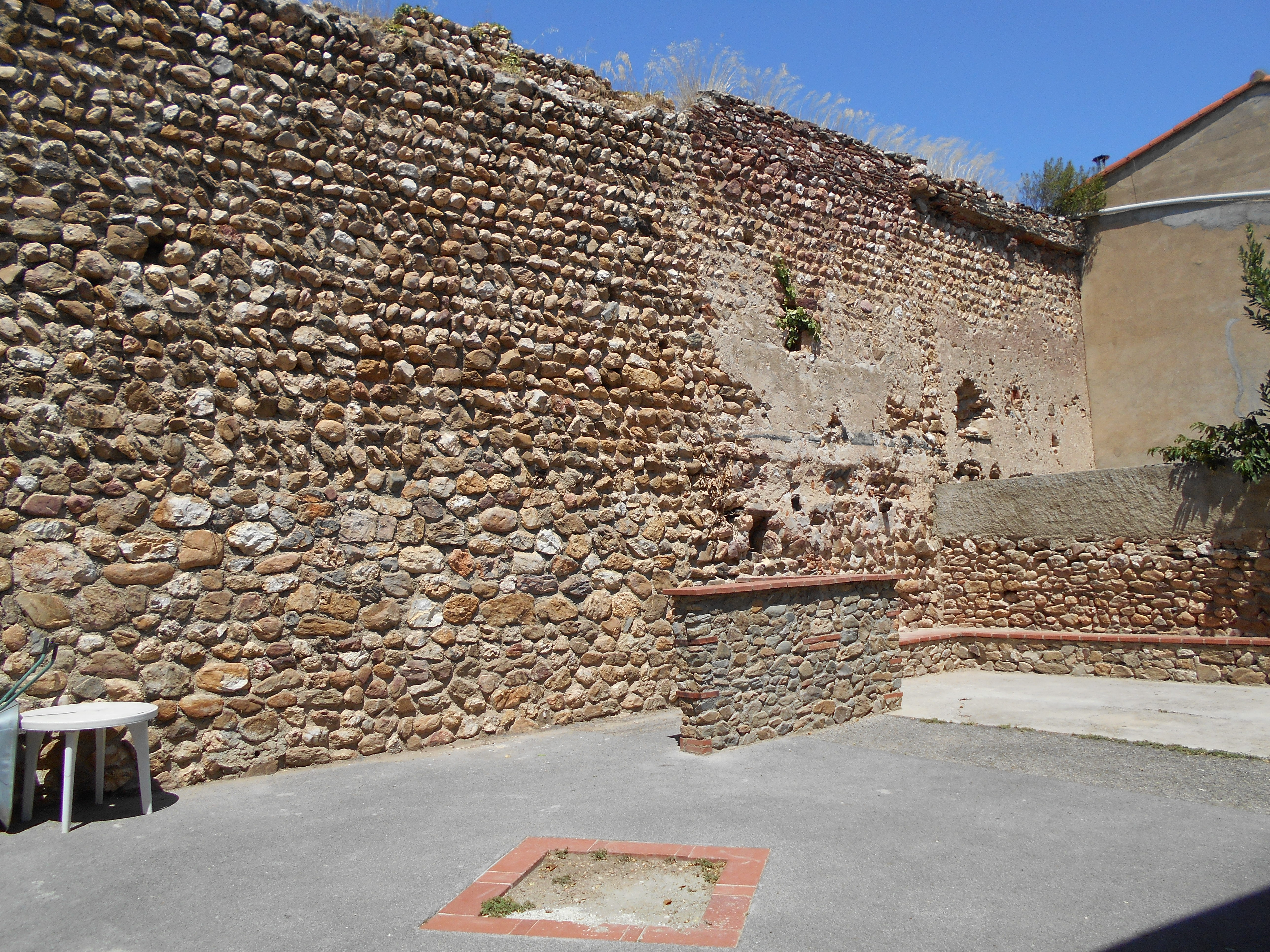
Muralles del Castell, sector nord

Com molts altres pobles rossellonesos, l'origen de Forques és la cellera constituïda a l'entorn de l'església de Sant Martí de Forques i el seu cementiri (actualment desapareguts, pel que fa a l'església més vella; l'actual és una edificació nova del segle xiii). Aquesta cellera era al poble clos, poble vell, que es troba al nord del nucli de població, o bé a l'espai entre el Castell i la vila del segle xiii; en aquest darrer cas, la primitiva cellera seria del tot desapareguda, i deuria ocupar el sector on hi ha les antigues escoles, ara Casa del Comú i per on ara discorren les carreteres D - 2 i D - 615, que en aquest tram comparteixen traçat. El Castell de Forques (nom popular del recinte fortificat del poble) és a prop i damunt del marge del Reart. Aquesta Vila Vella era denominada popularment Detràs lo castell.
Al segle xii es va edificar la vila nova, emmurallada, a migdia del castell. Una mica més gran que la vila vella, la nova conserva sencer el traçat urbanístic medieval. D'aquesta manera s'anaren conformant els barris anomenats Barri d'Amunt, Barri d'Avall i el Castell. Dins del nucli urbà eren llocs determinants el Carrer Gran, els Quatre Cantons i el Cementiri Vell.
A partir d'aquests dos nuclis originaris, Forques anà creixent en èpoques modernes i contemporànies sobretot cap al nord-est i cap al sud, ocupant les zones planes adjacents al poble medieval. En aquestes zones es construïren el Cementiri Nou i la Cava Cooperativa.

### Tàpies
Antic lloc, ara desaparegut, del qual roman el nom en el Còrrec de Tàpies. Estava situat a llevant de Forques, aproximadament a mitjana distància entre aquest poble i Paçà, al límit comunal entre els dos pobles. Documentat des del 981 (villa Tapias), el 1703 encara és esmentat com a Tapioles. El nom probablement era a causa de la tècnica constructiva de les cases que el constituïen, fetes d'argila.

### Sant Vicenç de Forques
Documentada des del 1339, les restes conservades d'aquesta església corresponen a un edifici preromànic. Era de nau única, i és datable al segle x. Està situada a prop del poble de Forques, al seu nord-est, a l'interior d'un tancat meandre de la Ribera de Llauró, a prop al sud-oest d'on aquest riu s'aboca en el Reart.

### Sant Sebastià de Forques
Situada a prop i al sud-est del poble, apareix citada per primer cop el 1703.

### Les Campanes
Una villa Campanas pertanyent a Forques és esmentada en un document de l'any 883. Estava situada al nord-oest de Forques, a prop del termenal amb Montoriol.

### Els masos del terme
Forques conserva uns quants masos, dins del seu terme: el Cortal d'en Taulera, el Mas del Setè, el Mas d'en Ribes, abans Mas d'en Sistac, el Mas d'en Roca i la Riba d'en Viu. D'altres són en ruïnes, han desaparegut, o només se'n conserva el nom, com el Mas d'en Baptista, el Mas d'en Carbonell, el Mas d'en Noé, o Mas de la Parina, el Mas d'en Popon de l'Hostal, o Cortal d'en Pujol, i el Molí d'en Xandre, o d'en Gelis, o d'en Cerdà, o de les Covasses.
Capítol a part mereixen quatre antigues teuleries: la de Riu Mateu, la de la Puja, la d'en Carrió i la d'en Vaquer.

### Hidrònims
Tot i que quasi tots els cursos d'aigua són, de fet, només actius quan es donen dies de pluja, Forques en té alguns als quals es pot donar el nom de rius, com la Galcerana, o Ribera de Reixac, el Monar, o Ribera del Monar, la Ribera de Llauró, o l'Illa, la Ribera de Montoriol, la Ribera de Sant Vicenç, la Ribera de Torderes, o Còrrec de Clot de Grau, el Riu Major, o Reart, o Ribera del Regadiu, i el Riu Mateu (en realitat, un còrrec més). Esment a part mereix el Rec del Molí, ara d'irrigació, que alimentava el Molí d'en Xandre.
D'altra banda hi ha els cursos d'aigua de caràcter més clarament torrencial, aquí anomenats còrrec. Els còrrecs de Forques són el de Boquet, el de la Colomina, el de la Font Blanca, el de la Font, el de la Font de Campell, el de la Fura, el de la Joncairola, o Jonquerola. el de la Policarda, el del Batlló, el del Bolàs, el del Camp de Forques, el de les Campanes, el de les Comes, que a la part baixa s'anomena de les Coves, el de les Guàrdies, el de les Planes, el de Lladac, el del Mas de la Parina, el del Mas del Rei, el del Mas d'en Roca, el de Sant Sebastià i el d'en Tàpies (pronunciat Tapis). Alguns noms de còrrec són ja en desús: Còrrec de Baus, de Bell Aucell, del Bosc, o del Bosc d'en Carbonell, i el dels Cirerers, o de les Cireres.
Alguns fonts destaquen, en el paisatge forcatí: Font de Campell i Font del Terrer, especialment.

### Orònims
Tot i que la seva alçada no depassa mai els 200 metres, cal destacar algunes elevacions, en el terme de Forques: el Puig de Miró, el Puig de Trom, la Serra, la Serra de Cagalauca, el Serrat de les Bruixes i el Serrat dels Horts.

### El terme comunal
Tot i que hi ha alguns noms de lloc desapareguts, conservat tan sols en la memòria dels forcatins més grans, com ara les Coves, o Covasses, i el Vinyer de Darrere Castell, la major part de topònims són encara conservats avui dia. Noms de partides, d'indrets concrets, de camps de diverses menes, etc. Així a Forques es troben l'Agulló, el Bolàs, o Bulàs, Boquet, el Burgat, o Burgat de la Massina, el Cabanill, o Costa de l'Estevenó, Cagalauca, Camí del Monestir, Camí del Voló, les Campanes, el Campet, la Carrerada, la Clava, Clot de Grau, la Cogullada, les Colomines, abans Colomina de l'Hort d'en Comte, les Colomines (diferents de l'anterior), les Comes, la Costa, Darrere el Castell, o Darrer Castell, abans Vilavella, les Dues Rutes, l'Estany, les Femades, la Femadeta, la Figuerassa, la Font, Font de Campell, els Fornassos, la Galcerana, les Guàrdies, l'Home Mort, l'Hort d'en Comte, l'Illa, abans la Montadella, l'Illa d'en Llosa, la Llàntia, el Mallol d'en Dai, el Martí, Mas de la Parina, Mas del Setè, Mas d'en Baptista, Mas d'en Carbonell, Mas d'en Roca, la Miranda, la Montadella, l'Oliveda Fosca, les Olivedes del Vinyer de Dellà, el Pedreguer, el Pla de Riu Major, el Pla de Sant Vicenç, les Planes, el Prat (dos de diferents amb el mateix nom), la Puja, el Rabassó, el Regatiu, o el Rec, Reixac, Requillers, o Raquillers, la Riba, Riba de Mata, Riu Major, Riu Mateu, la Roireda, Rotocàs, o Rotacàs, les Romagueres, Sant Miquel, Sant Sebastià, els Sucís, Tàpies, o Tapis, Terra Llest, abans Riu Mateu de Terra Llest, la Teuleria (dos de diferents) i la Teuleria d'en Torrapeires.
Marcant el terme comunal hi ha algunes fites, com el Piló de les Planes i el Piló de Riu Mateu.

#### El Cadastre napoleònic
En el Cadastre napoleònic del 1812, Forques apareix dividit en dues seccions: la primera, anomenada del Poble, ocupa una mica més de la meitat oriental del terme, mentre que la segona, de Riu Mateu, és quasi la meitat occidental del terme de Forques. A la secció del Poble hi ha les partides de les Comes, la Miranda, Rotocàs, amb una fàbrica d'aiguardent, el Pla de Riu Major, la Roireda, la Font, la Puja, amb una teuleria, els Sucís, el Prat, el Mas de la Parina, amb el mas d'aquest nom, les Femades, la Riba de Mata, el Pla de Sant Vicenç, amb les ruïnes de la capella de Sant Vicenç, Riu Major, la Cogullada, amb el Cortal d'en Pujol, les Olivedes del Vinyer de Dellà, les Coves, amb els Molins d'en Cerdà, Cagalauca, lo Regatiu, el Camí del Monestir, la Serra de Cagalauca, el Pedreguer, el Bolàs, la Colomina de l'Hort d'en Conte, les Femades, les Colomines, Requillers, amb la capella de Sant Sebastià, les Romagueres, la Serra, les Guàrdies, els Fornassos, la Font de Campell, el Mas d'en Carbonell, amb el mas homònim, el Camí del Voló, el Mas d'en Roca, amb el mas d'aquest nom, i el Puig de Miró.
La secció de Riu Mateu conté les partides de Riu Mateu, amb la Teuleria d'en Vaquer i una altra en ruïnes, Boquet, el Prat, Puig de Trom, Riu Mateu de Terra Llest, la Figuerassa, el Mas d'en Baptista, amb el mas homònim, el Vinyer de Darrer Castell, el Martí, la Clava, la Galcerana, l'Illa, la Montandella, el Clot de Grau, les Planes, Reixac, la Teuleria, amb una bòbila, l'Oliveda Fosca i les Campanes.

## Transports i comunicacions

### Vies antigues de comunicació
Per Forques passava un camí secundari que relligava la Via Domícia al Voló amb la Via Conflentana a Tuïr. Aquest camí discorria pel que ara és el límit sud-oest de la comuna.

### Carreteres
Travessen el terme de Forques les carreteres D - 2 i D - 615, que s'encreuen en el poble de Forques.
La carretera D - 2 (Argelers - D-619, a Trevillac) travessa el terme d'est a oest, aproximadament pel centre. Per aquesta carretera, Forques es comunica directament amb Vilamulaca (4,1 km), Sant Joan la Cella (7,2 km), Brullà (11,3), Sant Genís de Fontanes (14,5), la Roca d'Albera (17,6), Sureda (21,2) i Argelers (24,1), cap a l'est, i Montoriol (1,1), Queixàs (12,8), Sant Miquel de Llotes (17,3), Illa (19,2), Montalbà del Castell (28,2) i Trevillac (30,8) (els dos darrers ja a la Fenolleda, comarca occitana), cap a l'oest.
La D - 615 (Illa- Ceret) travessa el terme de Forques de nord a sud, aproximadament pel centre, com l'anterior. Mena des de Forques, a través de la D - 23, cap al nord a Terrats (3 km), Llupià (5), Tuïr (7), Corbera de les Cabanes (15) i Illa (21). Cap al sud, aquesta carretera duu a Torderes (4), Llauró (7,1) i Ceret (16,5).

### Transport públic col·lectiu
La línia 390 del servei departamental de Le bus à 1 € és l'única que ofereix servei a Forques. Uneix Perpinyà amb Forques, passant per Toluges, Tuïr, Santa Coloma de Tuïr i Terrats. Ofereix deu serveis diaris en cada direcció, de dilluns a dissabte. No circula els dies de festa. Per aquesta línia, Forques és a 5 minuts de Terrats, a 10 de Santa Coloma de Tuïr, a quasi 20 de Tuïr, a 35 de Toluges i a tres quarts d'hora de Perpinyà.

### Els camins del terme
Quatre antics camins són ja anomenats ruta, en l'actualitat: la Ruta de Ceret, abans Camí de Torderes, la Ruta, abans Camí, de Montoriol, la Ruta de Terrats, abans Camí de Tuïr, i la Ruta de Trullars.
A més de la Carrerada, antic camí de transhumància de bestiar, alguns dels camins enllacen Roques amb els pobles veïns, com ara el Camí del Monestir, abans de Vilamulaca, el del Voló, el de Paçà, el de Paçà al Molí, el Camí de Terrats, en part desaparegut, el Camí, o Camí Vell, de Terrats, el de Terrats a Paçà, el de Trasserra, el de Trullars i el de Torderes a Tuïr.
Finalment, els altres camins són interns del terme de Forques: Camí de Cantarana (dos de diferents), de la Font del Terrer, del Mas d'en Baptista, del Mas d'en Carbonell, del Mas d'en Roca, del Molí, de Requillers i de Riu Mateu.

## Activitats econòmiques
La major part del terme és al territori conegut com a aspre (d'on el nom de la sotscomarca), difícil per als conreus. La vinya és la principal activitat de Forques, essencialment agrícola, malgrat l'aspror del territori. La major part del territori es dedica a la producció de vins de qualitat, denominació d'origen controlada, entre les quals destaca el vi dolç natural de Ribesaltes. Vinya a part, la resta de conreus són testimonials: una mica d'albercoquers, principalment. Hi ha una mica de ramaderia, sobretot ovina.

## Història

### Prehistòria
A la Miranda, a prop i al nord de Forques, a l'est de la carretera D-615, es va trobar un jaciment del Neolític i d'època protohistòrica, amb profusió de restes d'àmfores de diverses menes.

### Història Antiga
Al mateix lloc de la Miranda el conjunt de vestigis trobats porta a localitzar-hi un petit hàbitat romà d'època republicana. És en una zona plana entre dos turons, en un lloc de domini sobre l'entorn. El jaciment ocupa uns 150 m². Una mica més al nord-est es troba un segon jaciment, en aquest cas neolític i protohistòric, amb profusió de fragments d'àmfores, moltes d'elles itàliques. A la Serra de Caga-l'auca, a llevant de la població de Forques, en un pendís encarat al nord, es va trobar un petit hàbitat d'època romana republicana, amb restes d'àmfores itàliques. També al Pedreguer, a prop al nord-oest de l'anterior, van aparèixer restes de dues èpoques: protohistòrica i romana republicana. Les zones on es van trobar quedaven ben marcades a les fotografies aèries, on sortien amb un color més fosc. Hi va sortir també un petit hàbitat romà republicà, amb una extensió de restes entorn seu d'uns 100 m², amb fragments d'àmfores i de ceràmica comuna i fina, part de la qual, campaniana B.
A les Comes, al nord-est del poble i prop del termenal amb Terrats i Trullars, aparegué un altre petit hàbitat de la fi de l'antiguitat, amb una extensió de 1000 m², que va oferir nombrosa ceràmica comuna i fina, una part d'ella amb decoracions estampades paleocristianes. També hi van aparèixer restes de ceràmica, àmfores i dolis romans. Al Mas d'en Roca, al sud del poble i límit amb Torderes, hi van ser trobats fragments dispersos de teules, d'àmfores itàliques, de ceràmica fina clara, molt rara, i de ceràmica africana de cuina, que remeten al temps entre el segle i abans de JC i el segle i de després. Igualment al Puig de Miló, al nord-oest del Mas d'en Roca i al sud-est del poble de Forques, es va localitzar un altre petit hàbitat rural ran del vell camí del Voló a Tuïr, amb les mateixes característiques de material trobat que al Mas d'en Roca.

### Història Medieval
Al lloc anomenat el Prat, al nord de Forques, al costat oest de la carretera D-615, en una superfície de 3.000 m², es troben nombroses restes (fragments de ceràmiques casolanes, de ceràmiques fines, d'àmfores, etc. L'abundor de material fa pensar en la zona de rebuig d'un taller de ceramista, tot i que en els entorns no s'ha trobat, ara per ara, cap forn. Pel tipus de ceràmica, el lloc va ser ocupat al llarg dels segles V i VI de la nostra era.

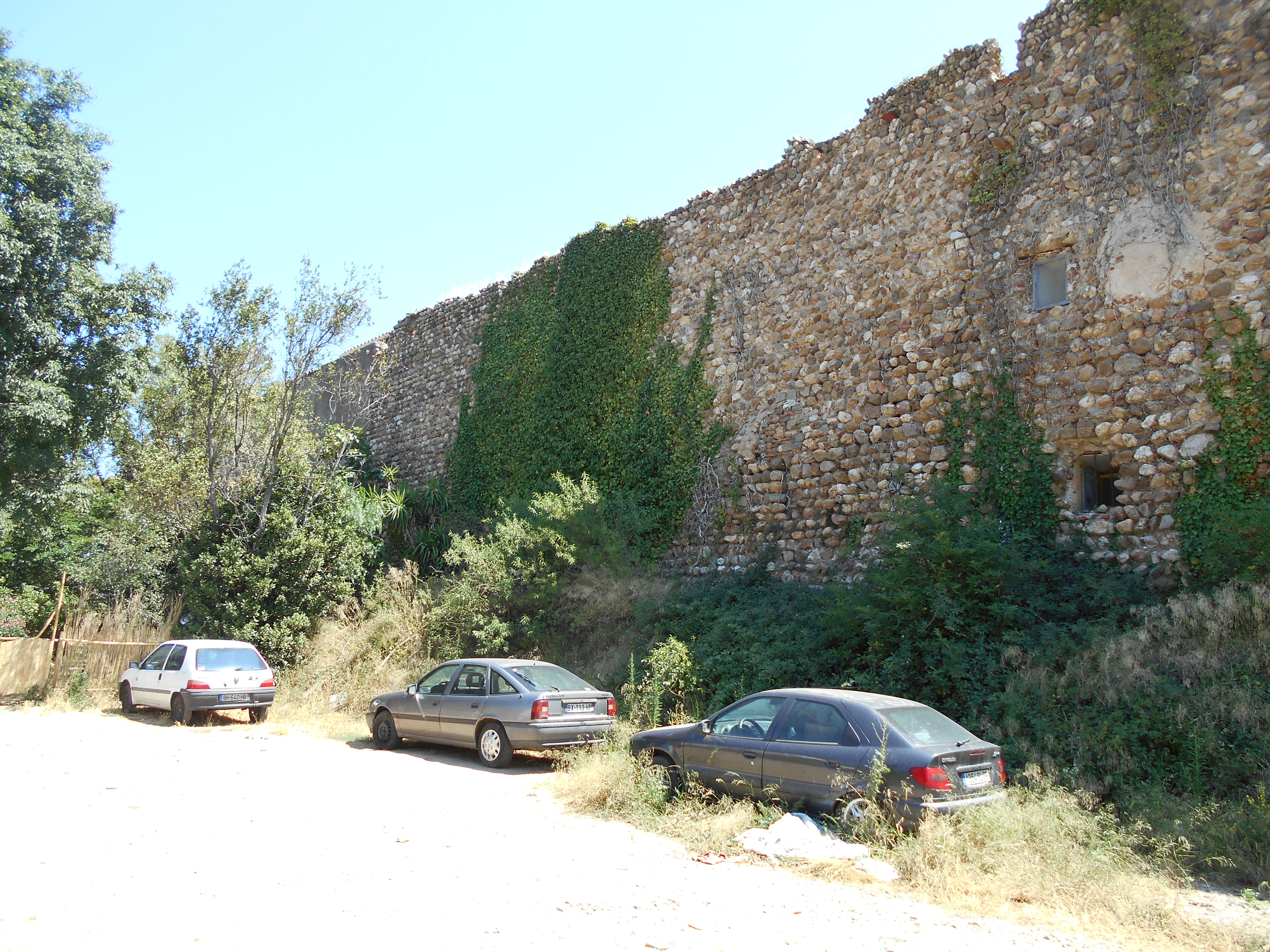
Muralla nord del Castell

El lloc, Furchas, ja consta documentat el 844, en una venda. Àrgila, fill del comte Berà, va vendre Forques al seu fill Berà (net de l'anterior, doncs). Tanmateix, en documents del 981 i posteriors, la major part del terme pertanyia al monestir de Sant Genís de Fontanes, i el 1009 dues vinyes de Forcas foren cedides a Sant Martí de Canigó. Al llarg del segle xi fou el monestir d'Arles qui anà entrant en possessió de béns a Forques. El 1193 el vescomte Jaspert de Castellnou aprovava la fortificació del poble, després de l'autorització concedida a l'abat d'Arles per Alfons I de Catalunya-Aragó. El 1343 l'abat d'Arles, en aquell moment Ramon de Banyuls, rebé fins i tot la jurisdicció civil del lloc i terme de Forques de mans de Pere III el Cerimoniós. A finals de l'edat mitjana, els drets sobre Forques anaren a mans de Pere de Queralt, pel seu matrimoni amb la filla del darrer vescomte de Castellnou; Forques fou incorporat a la baronia de Trasserra, la titularitat de la qual passà per aquesta raó al de Queralt.

### Història Moderna
Per venda, el 1511 la baronia de Trasserra, amb el lloc de Forques, passaren a mans de Francesc Reixac, el 1541 a Pere Taquí, i el 1587 a la família dels Tord. Just abans de la Revolució Francesa els senyors del lloc eren Josep d'Oms de Tord, marquès d'Oms, i el bisbe d'Elna i abat d'Arles.

## Demografia

### Demografia antiga
La població està expressada en nombre de focs (f) o d'habitants (h)
| Evolució demogràfica de Forques entre 1358 i 1790 | Evolució demogràfica de Forques entre 1358 i 1790 | Evolució demogràfica de Forques entre 1358 i 1790 | Evolució demogràfica de Forques entre 1358 i 1790 | Evolució demogràfica de Forques entre 1358 i 1790 | Evolució demogràfica de Forques entre 1358 i 1790 | Evolució demogràfica de Forques entre 1358 i 1790 | Evolució demogràfica de Forques entre 1358 i 1790 | Evolució demogràfica de Forques entre 1358 i 1790 | Evolució demogràfica de Forques entre 1358 i 1790 | Evolució demogràfica de Forques entre 1358 i 1790 | Evolució demogràfica de Forques entre 1358 i 1790 | Evolució demogràfica de Forques entre 1358 i 1790 | Evolució demogràfica de Forques entre 1358 i 1790 | Evolució demogràfica de Forques entre 1358 i 1790 |
| 1358                                              | 1365                                              | 1378                                              | 1470                                              | 1515                                              | 1553                                              | 1643                                              | 1709                                              | 1720                                              | 1730                                              | 1755                                              | 1767                                              | 1774                                              | 1789                                              |                                                   |
| ------------------------------------------------- | ------------------------------------------------- | ------------------------------------------------- | ------------------------------------------------- | ------------------------------------------------- | ------------------------------------------------- | ------------------------------------------------- | ------------------------------------------------- | ------------------------------------------------- | ------------------------------------------------- | ------------------------------------------------- | ------------------------------------------------- | ------------------------------------------------- | ------------------------------------------------- | ------------------------------------------------- |
| 6 f                                               | 30 f                                              | 29 f                                              | 41 f                                              | 38 f                                              | 23 f                                              | 40 f                                              | 64 f                                              | 65 f                                              | 55 f                                              | 84 f                                              | 339 h                                             | 55 f                                              | 80 f                                              |                                                   |

Font: Pélissier 1986

### Demografia contemporània
| Evolució de la població |      |      |      |      |      |      |      |      |
| 1793                    | 1800 | 1806 | 1821 | 1831 | 1836 | 1841 | 1846 | 1851 |
| 397                     | 384  | 442  | 487  | 539  | 542  | 604  | 641  | 603  |

| 1856 | 1861 | 1866 | 1872 | 1876 | 1881 | 1886 | 1891 | 1896 |
| ---- | ---- | ---- | ---- | ---- | ---- | ---- | ---- | ---- |
| 538  | 468  | 491  | 494  | 557  | 598  | 561  | 651  | 636  |

| 1901 | 1906 | 1911 | 1921 | 1926 | 1931 | 1936 | 1946 | 1954 |
| ---- | ---- | ---- | ---- | ---- | ---- | ---- | ---- | ---- |
| 640  | 624  | 626  | 668  | 602  | 670  | 619  | 539  | 578  |

| 1962 | 1968 | 1975 | 1982 | 1990 | 1999 | 2004 | 2008  | 2009  |
| ---- | ---- | ---- | ---- | ---- | ---- | ---- | ----- | ----- |
| 663  | 687  | 642  | 670  | 673  | 761  | 916  | 1.049 | 1.094 |

| 2013  |
| ----- |
| 1.183 |

Fonts: Ldh/EHESS/Cassini fins al 1999, després INSEE a partir deL 2004

### Evolució de la població

Població 1962-2008

## Administració i política

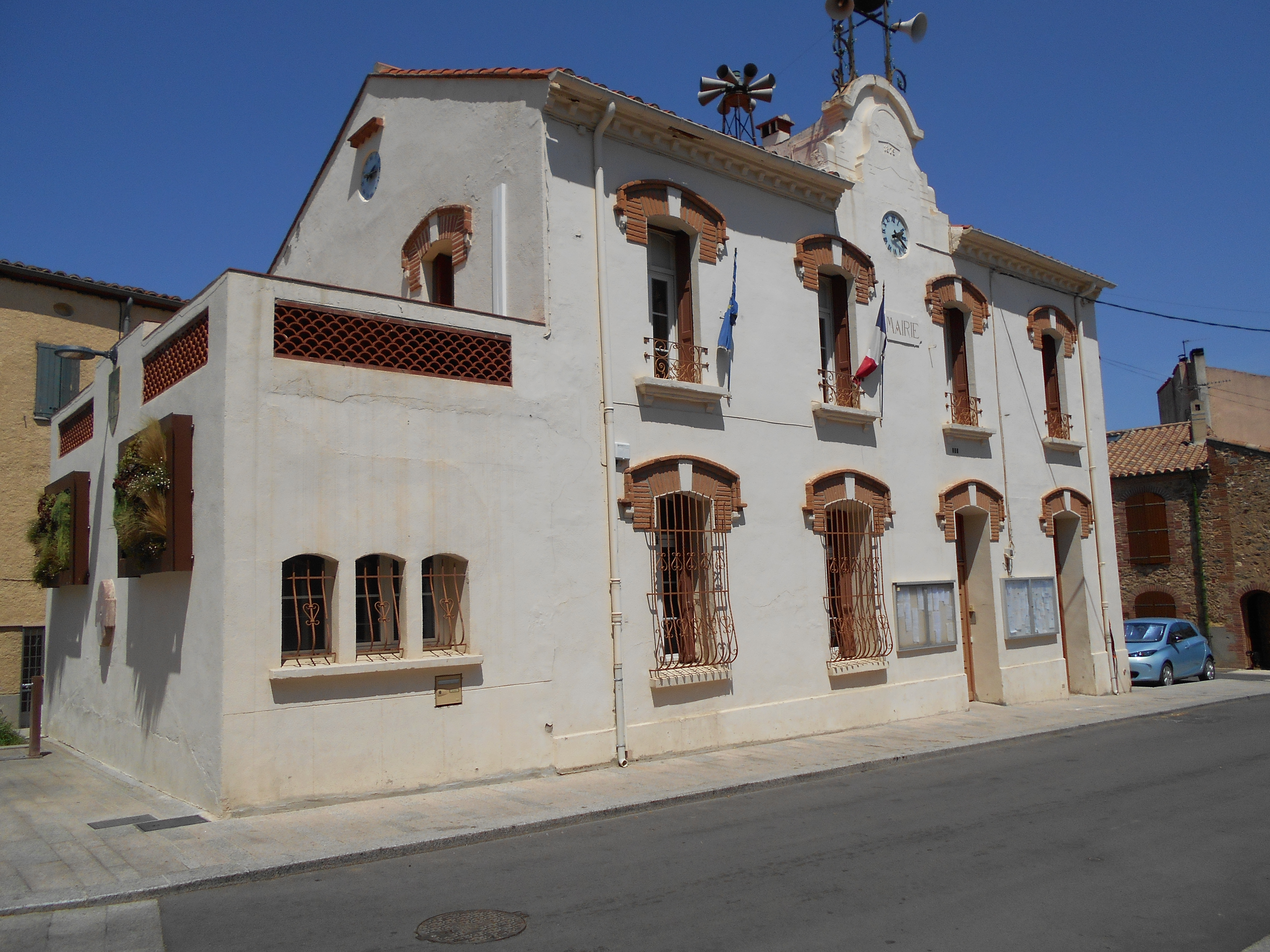
La Casa del Comú de Forques

### Batlles[16]
| Període                       | Nom                   | Opció política | Comentaris         |
| ----------------------------- | --------------------- | -------------- | ------------------ |
| 1815                          | Joseph Capdet         |                |                    |
| 1815                          | Roca                  |                |                    |
| 1815 - 1821                   | Bonaventure Noë       |                |                    |
| 1821 - 1830                   | Joseph Pons Granger   |                |                    |
| 1830 - 1831                   | Paul Roca             |                |                    |
| 1831 - 1835                   | Philippe Fouché       |                |                    |
| 1835                          | Paul Roca             |                |                    |
| 1835 - 1837                   | Joseph Pons Granger   |                |                    |
| 1837 - 1840                   | Joseph Noë Pons       |                |                    |
| 1840 - 1845                   | Joseph Pons Trescases |                |                    |
| 1845 - 1848                   | Hilaire Pujol Pons    |                |                    |
| 1848 - 1858                   | Joseph Pons Granger   |                |                    |
| 1858 - 1870                   | Joseph Pons Torrent   |                |                    |
| 1870 - 1871                   | Joseph Capdet Noell   |                |                    |
| 1871                          | Joseph Pons Torrent   |                |                    |
| 1871 - 1876                   | Joseph Fouché         |                |                    |
| 1876 - 1878                   | Joseph Pons Torrent   |                |                    |
| 1878 - 1881                   | Pierre Astort Pons    |                |                    |
| 1881 - 1885                   | Joseph Capdet Reynal  |                |                    |
| 1885 - 1888                   | Joseph Bosch i Llauro |                |                    |
| 1888 - 1889                   | Étienne Ribes         |                |                    |
| 1889 - 1892                   | Joseph Baus           |                |                    |
| 1892 - 1900                   | Joseph Pacouil        |                |                    |
| 1900 - 1908                   | François Massina Roca |                |                    |
| 1908 - 1919                   | Joseph Raspaud        |                |                    |
| 1919 - 1935                   | Sébastien Tardieu     |                |                    |
| 1935 - 1944                   | Paul Ferrer           |                |                    |
| 1944                          | Henri Mercader        |                |                    |
| 1944 - 1947                   | Georges Tardieu       |                |                    |
| 1947 - Març del 1982          | Sébastien Tardieu     |                |                    |
| Març del 1982 - Març del 1989 | Moïse Contraire       |                |                    |
| Març del 1989 - Març del 2008 | Maurici Peytaví       |                |                    |
| Març del 2008 - Moment actual | Jean-Luc Pujol        | NC             | Conseller regional |

### Legislatura 2014 - 2020

#### Batlle
- Jean-Luc Pujol, President de totes les comissions.

#### Adjunts al batlle[17]
- 1r: Martine Pimentel. Membre de les comissions de Finances, de Vida associativa, de Medi ambient, patrimoni i cultura i d'Ofertes
- 2n: Charles Colomer. Membre de les comissions d'Escoles, de Vida associativa i de Personal municipal
- 3r: Nadine Crucq. Membre de les comissions d'Urbanisme, via pública i obres, de Comunicació, de Medi ambient, patrimoni i cultura, i membre suplent de la d'Ofertes.
- 4t: Georges Paré. Membre de les comissions de Vida Associativa i de Joventut i vida social.

#### Consellers municipals
- Karine Knapen. Membre de les comissions d'Urbanisme, via pública i obres i de Camins rurals
- Pauline Avril. Membre de les comissions de Joventut i vida social, de Comunicació i membre suplent de la d'Ofertes
- Roger Raspaud. Membre de les comissions d'Urbanisme, via pública i obres, de Camins rurals i de Medi ambient, patrimoni i cultura
- François Bardes. Membre de les comissions d'Urbanisme, via pública i obres i de Camins rurals
- Georges Girbaut. Membre de la comissió d'ofertes
- Jean-Michel Frances. Membre de les comissions de Finances, de Joventut i vida social i de Comunicació. Membre suplent de la comissió d'ofertes
- Catherine Errien. Membre de les comissions de Vida associativa i de Medi ambient, patrimoni i cultura
- Danielle Benattar. Membre de les comissions de Joventut i vida social i de Comunicació
- Martine Sar. Membre de les comissions d'Urbanisme, via pública i obres, de Vida associativa, de Personal municipal i d'Ofertes
- Alain Moret. Membre de la Comissió d'Escoles.

### Adscripció cantonal

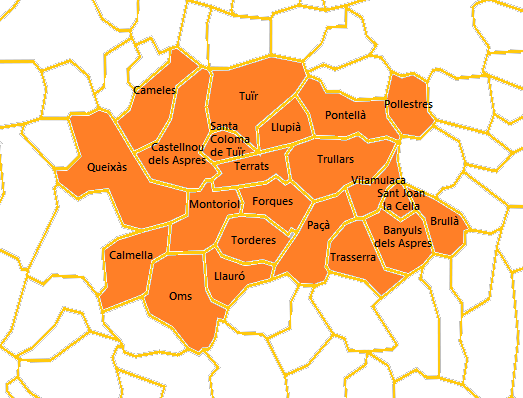
Mapa del Cantó 1 dels Aspres

A les eleccions cantonals del 2015 Forques ha estat inclòs en el cantó número 1, denominat Els Aspres, amb capitalitat a la vila de Tuïr i amb els pobles de Banyuls dels Aspres, Brullà, Calmella, Cameles, Castellnou dels Aspres, Forques, Llauró, Llupià, Montoriol, Oms, Paçà, Pollestres, Pontellà i Nyils, Queixàs, Santa Coloma de Tuïr, Sant Joan la Cella, Terrats, Torderes, Trasserra, Trullars i Vilamulaca. Hi han estat escollits com a consellers departamentals Édith Pugnet, del Partit Comunista - Front d'esquerra, Vicepresident del Consell departamental, adjunta al batlle de Cabestany, i René Olivé, del Partit Socialista, Vicepresident del Consell departamental, batlle de Tuïr.

## Ensenyament i cultura

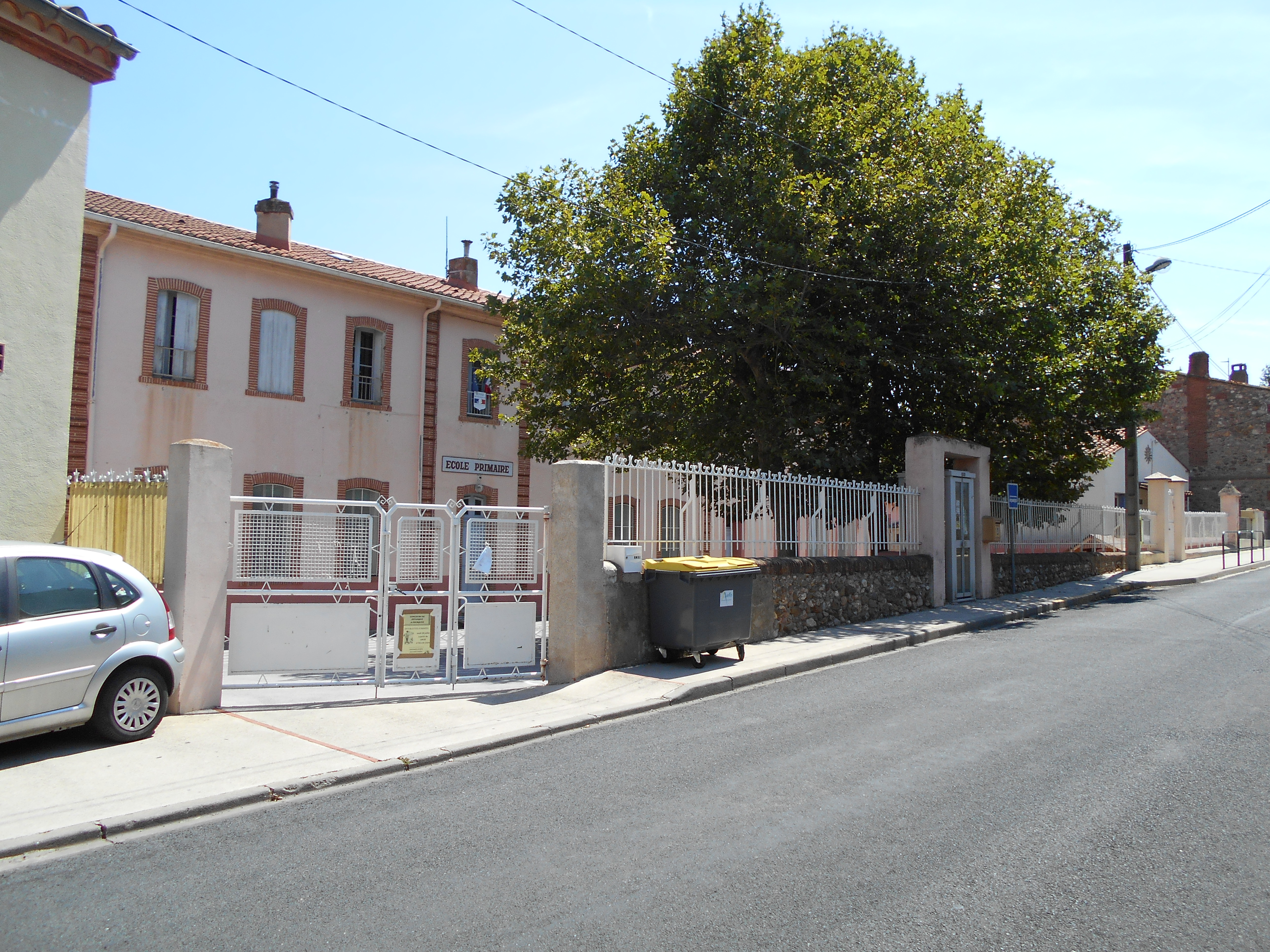
Les escoles de Forques, del model convencional francès de finals del segle XIX

Forques disposa d'una escola pública amb quatre grups-classe en funcionament, un de maternal, dos de primària elemental, i un de primària de segon grau. A més, existeix una biblioteca municipal i una ludoteca.

## Forcatins il·lustres
- Raymond Cabaribère (Forques, 1913 - Vietnam, 1954), comandant de la Legió Estrangera, mort en combat
- Paul Roca (Forques, 1830 - Nefiac, 1893), sacerdot i escriptor que derivà vers un ideari esotèric i va ser suspès a Divinis